# Кабади, Харун
Харун Кабади (фр. Haroun Kabadi, араб. هارون كبادي‎; род. 29 апреля 1949, Динджебо, Французский Чад) — чадский политический и государственный деятель, премьер-министр Чада в 2002—2003 годах. Председатель Парламента Чада (2011—2021).

## Биография
Член Патриотического движения спасения. В 1998 году занимал должность министра связи Чада. Затем руководил компанией по торговле хлопком Cotonchad.
С 12 июня 2002 по 24 июня 2003 года был премьер-министром Чада.
В апреле 2007 года был назначен министром сельского хозяйства (до 2008). С 2008 по 2012 год — лидер Патриотического движения спасения. В феврале 2011 года был избран депутатом Парламента Чада, с июня 2011 по октябрь 2021 года был его председателем.
В октябре 2021 года назначен президентом Национального переходного совета — временного парламента, назначенного правящей хунтой после смерти Идриса Деби в апреле 2021 года.